# Morti l'11 settembre

## VI secolo(1)
- 552 - Sacerdote di Lione, vescovo francese (n. 487)

## X secolo(1)
- 960 - Elia Speleota, religioso e santo italiano

## XI secolo(2)
- 1063 - Béla I d'Ungheria, sovrano ungherese
- 1069 - Ealdred di York, abate e arcivescovo inglese

## XII secolo(5)
- 1123 - Marbodo di Rennes, vescovo, monaco cristiano e poeta francese (n. 1035)
- 1161 - Melisenda di Gerusalemme, sovrana (n. 1105)
- 1161 - Tala'i' ibn Ruzzik, berbero
- 1185 - Stefano Agiocristoforite, funzionario bizantino
- 1196 - Maurice de Sully, vescovo cattolico francese

## XIII secolo(5)
- 1204 - Godfrey de Luci, vescovo cattolico normanno
- 1227 - Ludovico IV di Turingia, nobile tedesco (n. 1200)
- 1227 - Oliviero di Paderborn, cardinale, vescovo cattolico e predicatore tedesco
- 1276 - Sperandea, badessa e santa italiana (n. 1216)
- 1298 - Filippo d'Artois, nobile francese (n. 1269)

## XIV secolo(4)
- 1349 - Bona di Lussemburgo, duchessa (n. 1315)
- 1372 - Isabella di Valois, principessa francese (n. 1348)
- 1381 - Charles de Montmorency, militare francese (n. 1307)
- 1389 - Pimen, religioso russo

## XV secolo(4)
- 1459 - Zanone Castiglioni, vescovo cattolico italiano
- 1472 - Giovanni Arnolfini, mercante e mecenate italiano
- 1484 - Philibert Hugonet, cardinale italiano
- 1493 - Caterina d'Austria, nobile (n. 1420)

## XVI secolo(14)
- 1508 - Galeotto Franciotti della Rovere, cardinale e vescovo cattolico italiano (n. 1471)
- 1521 - François de Pontbriand, nobile francese
- 1522 - Christophe de Longueil, umanista francese (n. 1490)
- 1568 - Vincenza Armani, attrice teatrale, poetessa e cantante lirica italiana (n. 1530)
- 1570 - Johann Brenz, teologo tedesco (n. 1499)
- 1570 - Abdisho IV Maron
- 1575 - Giovanna d'Aragona, duchessa (n. 1502)
- 1576 - Mario Carafa, arcivescovo cattolico italiano
- 1577 - Alexandru II Mircea, principe (n. 1529)
- 1577 - Pedro de Villagra, generale e esploratore spagnolo (n. 1513)
- 1579 - Pomponio Cotta, vescovo cattolico italiano
- 1593 - Ferdinando II Carafa, nobile italiano
- 1594 - Baldassarre Báthory, nobile rumeno (n. 1555)
- 1599 - Beatrice Cenci, nobildonna italiana (n. 1577)

## XVII secolo(21)
- 1606 - Karel van Mander, pittore, poeta e biografo fiammingo (n. 1548)
- 1607 - Luzzasco Luzzaschi, organista e compositore italiano (n. 1545)
- 1608 - Pompeo Molella, giurista italiano
- 1613 - Clelia Farnese, nobildonna italiana (n. 1556)
- 1630 - Hans de Witte, banchiere e mercante olandese (n. 1583)
- 1641 - Renea Burlamacchi, scrittrice italiana (n. 1568)
- 1645 - Miklós Esterházy, nobile, militare e politico ungherese (n. 1583)
- 1646 - Antonio Barberini, cardinale e vescovo cattolico italiano (n. 1569)
- 1646 - Odoardo I Farnese, duca (n. 1612)
- 1661 - Jan Fyt, pittore, disegnatore e incisore fiammingo (n. 1611)
- 1670 - Jeanne Chézard de Matel, religiosa francese (n. 1596)
- 1675 - Girolamo Graziani, poeta, letterato e nobile italiano (n. 1604)
- 1676 - Anna de' Medici, nobile italiana (n. 1616)
- 1677 - James Harrington, filosofo e scrittore britannico (n. 1611)
- 1680 - Go-Mizunoo, imperatore giapponese (n. 1596)
- 1680 - Marco Uccellini, compositore e violinista italiano
- 1681 - Godfried Henschen, gesuita, storico e diplomatista belga (n. 1601)
- 1684 - Bonaventura da Barcellona, religioso spagnolo (n. 1620)
- 1685 - Paolo Savelli, cardinale italiano (n. 1622)
- 1694 - Alberto Mugiasca, vescovo cattolico italiano (n. 1635)
- 1697 - Elmas Mehmed Pascià, politico e militare ottomano (n. 1661)

## XVIII secolo(20)
- 1713 - Johannes Voet, giurista olandese (n. 1647)
- 1717 - Angelo Antonio D'Alessandro, pittore italiano (n. 1642)
- 1717 - Sofia Carlotta di Württemberg, nobildonna tedesca (n. 1671)
- 1718 - Domenico Martinelli, architetto italiano (n. 1650)
- 1721 - Rudolf Jakob Camerarius, botanico e entomologo tedesco (n. 1665)
- 1722 - Johann Michael Heineccius, teologo tedesco (n. 1674)
- 1725 - Giuseppe Gambarini, pittore italiano (n. 1680)
- 1733 - François Couperin, compositore, clavicembalista e organista francese (n. 1668)
- 1737 - Giovanni Battista Lanceni, pittore e scrittore italiano (n. 1659)
- 1748 - Đoàn Thị Điểm, poetessa vietnamita (n. 1705)
- 1756 - Johann Nicolaus Frobes, filosofo e matematico tedesco (n. 1701)
- 1760 - Louis Godin, astronomo francese (n. 1704)
- 1763 - Marie Brûlart, nobildonna francese (n. 1684)
- 1778 - Johann Sebastian Bach, pittore tedesco (n. 1748)
- 1779 - Johann Gottfried Knöffler, scultore tedesco (n. 1715)
- 1788 - Giuseppe di Braganza, principe portoghese (n. 1761)
- 1789 - Luca Sorgo, compositore dalmata (n. 1734)
- 1798 - Ulrich Bräker, scrittore svizzero (n. 1735)
- 1798 - Nicolas Dezède, compositore francese
- 1800 - Luisa Sanfelice, nobildonna italiana (n. 1764)

## XIX secolo(66)
- 1802 - Aleksandr Nikolaevič Radiščev, scrittore russo (n. 1749)
- 1808 - José Celestino Mutis, presbitero, botanico e matematico spagnolo (n. 1732)
- 1810 - Francis Baring, I baronetto Baring, banchiere inglese (n. 1740)
- 1810 - Thomas Byerley, imprenditore britannico (n. 1747)
- 1813 - Johann Rudolf Meyer, imprenditore svizzero (n. 1739)
- 1822 - François Augustin Reynier de Jarjayes, generale francese (n. 1745)
- 1823 - José Francisco Corrêa da Serra, scienziato e diplomatico portoghese (n. 1750)
- 1823 - David Ricardo, economista britannico (n. 1772)
- 1833 - Félix Auvray, pittore e scrittore francese (n. 1800)
- 1837 - Gerolamo Staffieri, stuccatore e scultore svizzero (n. 1785)
- 1840 - Giovanni Gabriele Perboyre, presbitero e missionario francese (n. 1802)
- 1842 - Aleksandra Petrovna Protasova, nobildonna russa (n. 1774)
- 1847 - Giuseppe Canella, pittore italiano (n. 1788)
- 1851 - Sylvester Graham, medico e pastore protestante statunitense (n. 1794)
- 1854 - Gottlieb Wilhelm Bischoff, botanico tedesco (n. 1797)
- 1854 - Francesco De Luca, politico e giurista italiano (n. 1800)
- 1861 - Zacharias Dase, matematico tedesco (n. 1824)
- 1862 - Michael Greiner, tenore e attore teatrale austriaco (n. 1798)
- 1863 - Johann Wilhelm Schirmer, pittore tedesco (n. 1807)
- 1865 - Christophe Louis Léon Juchault de Lamoricière, generale e politico francese (n. 1806)
- 1868 - Vincenzo Florio, politico e imprenditore italiano (n. 1799)
- 1869 - Giovanni Cairoli, patriota italiano (n. 1842)
- 1869 - Emily Lamb, nobildonna inglese (n. 1787)
- 1870 - François-Barthélemy-Marius Abel, pittore francese (n. 1832)
- 1873 - Muhammad IV del Marocco, sultano marocchino (n. 1810)
- 1873 - Agustín Fernández Muñoz, nobile e militare spagnolo (n. 1808)
- 1873 - August Weber, pittore tedesco (n. 1817)
- 1875 - Marie Cico, soprano francese (n. 1843)
- 1875 - Frederick Currie, I baronetto, diplomatico britannico (n. 1799)
- 1875 - Heinrich Rückert, germanista e storico tedesco (n. 1823)
- 1876 - Pietro Antonio Corte, storico della filosofia italiano (n. 1804)
- 1878 - Yaakov Gesundheit, rabbino polacco (n. 1815)
- 1879 - Pietro Giovine, arcivescovo cattolico italiano (n. 1816)
- 1882 - George Henry Kendrick Thwaites, botanico inglese (n. 1812)
- 1884 - Carlo Combi, patriota e saggista italiano (n. 1827)
- 1886 - Luigi Bisi, pittore e docente italiano (n. 1814)
- 1886 - Giuseppe Giovanelli, politico italiano (n. 1824)
- 1887 - Christian Peter Wilhelm Stolle, pittore tedesco (n. 1810)
- 1888 - Nataniel Aguirre, scrittore, poeta e drammaturgo boliviano (n. 1843)
- 1888 - Matteo Luciani, politico italiano (n. 1812)
- 1888 - Domingo Faustino Sarmiento, politico argentino (n. 1811)
- 1888 - Élisa Schlésinger, nobildonna francese (n. 1810)
- 1888 - Timoleone di Cossé-Brissac, politico francese (n. 1813)
- 1890 - Felice Casorati, matematico italiano (n. 1835)
- 1890 - Luigi Rossi, avvocato e politico svizzero (n. 1864)
- 1890 - Lodovico Zambeletti, farmacista e imprenditore italiano (n. 1841)
- 1891 - Stefano Castagnola, avvocato e politico italiano (n. 1825)
- 1891 - John H. B. Latrobe, inventore e avvocato statunitense (n. 1803)
- 1891 - Théodule Ribot, pittore e incisore francese (n. 1823)
- 1891 - Edward W. Wynkoop, statunitense (n. 1836)
- 1891 - Antero de Quental, poeta, filosofo e scrittore portoghese (n. 1842)
- 1892 - Arthur Capell, VI conte di Essex, nobile inglese (n. 1803)
- 1892 - Augusto Antonio Vicentini, arcivescovo cattolico italiano (n. 1829)
- 1893 - Adolphe Yvon, pittore francese (n. 1817)
- 1894 - Pío Pico, politico statunitense (n. 1801)
- 1895 - Anatole de Montaiglon, bibliotecario e storico dell'arte francese (n. 1824)
- 1896 - Francis James Child, filologo statunitense (n. 1825)
- 1896 - Jacopo Comin, politico italiano (n. 1832)
- 1897 - William Compton, IV marchese di Northampton, ammiraglio inglese (n. 1818)
- 1898 - Valerio Massimo Bona, dirigente d'azienda italiano (n. 1851)
- 1898 - Ludwig Norman-Neruda, alpinista e pittore inglese (n. 1864)
- 1898 - Adolphe Samuel, compositore, critico musicale e direttore d'orchestra belga (n. 1824)
- 1899 - Filippo Palizzi, pittore italiano (n. 1818)
- 1900 - Efisio Marini, scienziato italiano (n. 1835)
- 1900 - Roberto Perrone di San Martino, militare italiano (n. 1836)
- 1900 - Otto Torell, biologo, zoologo e geologo svedese (n. 1838)

## XX secolo(221)
- 1902 - Ernst Dümmler, storico tedesco (n. 1830)
- 1905 - Jules Arnous de Rivière, scacchista francese (n. 1830)
- 1906 - Carlo Cantoni, storico della filosofia e politico italiano (n. 1840)
- 1907 - Octave Hamelin, filosofo francese (n. 1856)
- 1909 - Karl August Otto Hoffmann, botanico e insegnante tedesco (n. 1853)
- 1910 - Louis-Henri Boussenard, scrittore francese (n. 1847)
- 1910 - Heinrich Caro, chimico tedesco (n. 1834)
- 1910 - Luigi Legnani, scultore e pittore italiano (n. 1851)
- 1910 - Giovan Battista Riva, pittore italiano (n. 1830)
- 1913 - Julius Perlis, scacchista polacco (n. 1880)
- 1914 - Claudius Colas, esperantista francese (n. 1884)
- 1914 - İsmail Gaspıralı, letterato, editore e politico russo (n. 1851)
- 1916 - Janet Achurch, attrice britannica (n. 1864)
- 1916 - Thomas Lemuel James, politico statunitense (n. 1831)
- 1917 - Evie Greene, attrice e cantante britannica (n. 1875)
- 1917 - Georges Guynemer, aviatore francese (n. 1894)
- 1919 - Géza Csáth, scrittore e psichiatra ungherese (n. 1887)
- 1921 - Olaf Iversen, calciatore norvegese (n. 1894)
- 1921 - Albert E. Rice, politico statunitense (n. 1845)
- 1922 - Robert Henry Codrington, antropologo e missionario britannico (n. 1830)
- 1922 - Cosmo Guastella, filosofo italiano (n. 1854)
- 1923 - Ole Østmo, tiratore a segno norvegese (n. 1866)
- 1923 - Joseph van Reeth, missionario e vescovo cattolico belga (n. 1843)
- 1923 - Raymond B. West, regista statunitense (n. 1886)
- 1923 - Zhang Xun, generale cinese (n. 1854)
- 1924 - Frate Menotti, disegnatore italiano (n. 1863)
- 1924 - Alessandro Ghignoni, presbitero e letterato italiano (n. 1857)
- 1924 - Muhammad Jamalul Alam II, sovrano bruneiano (n. 1889)
- 1925 - Gustav Kastropp, poeta e librettista tedesco (n. 1844)
- 1927 - Luciano Valentini, politico italiano (n. 1864)
- 1929 - Ole Juulson Kvale, politico statunitense (n. 1869)
- 1931 - Carl Albert Weber, botanico tedesco (n. 1856)
- 1933 - Jules Clévenot, nuotatore e pallanuotista francese (n. 1875)
- 1933 - Giovanni Pulvirenti, vescovo cattolico italiano (n. 1871)
- 1933 - Adrian Ross, paroliere e librettista britannico (n. 1859)
- 1936 - Vasilij Nikolaevič Kajurov, rivoluzionario russo (n. 1876)
- 1938 - Jean Longuet, politico, avvocato e giornalista francese (n. 1876)
- 1938 - Aldo Marazza, pilota automobilistico italiano (n. 1912)
- 1939 - Arturo Bocci, fantino italiano (n. 1887)
- 1939 - Konstantin Alekseevič Korovin, pittore e scenografo russo (n. 1861)
- 1940 - Arthur Carnell, tiratore a segno britannico (n. 1862)
- 1941 - Alfredo Barbati, aviatore e militare italiano (n. 1897)
- 1941 - Emilio Bianchi, astronomo italiano (n. 1875)
- 1941 - Christian Georgievič Rakovskij, rivoluzionario sovietico (n. 1873)
- 1941 - Marija Aleksandrovna Spiridonova, rivoluzionaria russa (n. 1884)
- 1942 - Guido Agosti, militare italiano (n. 1893)
- 1942 - Adriano Cappelli, archivista, paleografo e storico italiano (n. 1859)
- 1942 - Vincenzo De Michiel, militare italiano (n. 1920)
- 1943 - Domenico Baffigo, militare e marinaio italiano (n. 1912)
- 1943 - Enrico Forzati, avvocato e militare italiano (n. 1905)
- 1943 - Andreas Latzko, scrittore austro-ungarico (n. 1876)
- 1943 - Pierre Le Gloan, aviatore francese (n. 1913)
- 1943 - Giuseppina Rippa, antifascista italiana (n. 1915)
- 1943 - Farid Simaika, tuffatore egiziano (n. 1907)
- 1943 - Adamae Vaughn, attrice statunitense (n. 1905)
- 1944 - Robert Benoist, pilota automobilistico e partigiano francese (n. 1895)
- 1945 - Nicola Bellomo, generale italiano (n. 1881)
- 1945 - Roberto Matricardi, militare italiano (n. 1888)
- 1945 - Aarne Salovaara, ginnasta e giavellottista finlandese (n. 1887)
- 1946 - Francesco Giovanni Bonifacio, presbitero italiano (n. 1912)
- 1946 - Arthur van Schendel, scrittore olandese (n. 1874)
- 1947 - Martin Dibelius, religioso e insegnante tedesco (n. 1883)
- 1947 - Alice Keppel, nobildonna scozzese (n. 1868)
- 1947 - Henri Manuel, fotografo francese (n. 1874)
- 1947 - Rodolfo Muller, ciclista su strada italiano (n. 1876)
- 1947 - Dewi Sartika, educatrice indonesiana (n. 1884)
- 1948 - Mohammad Ali Jinnah, politico pakistano (n. 1876)
- 1948 - Raffaele Montagna, magistrato italiano (n. 1884)
- 1949 - Henri Fromageot, avvocato e giudice francese (n. 1864)
- 1949 - Henri Rabaud, direttore d'orchestra e compositore francese (n. 1873)
- 1950 - Elisa Ciccodicola, pianista italiana (n. 1854)
- 1950 - Jan Smuts, filosofo, militare e politico sudafricano (n. 1870)
- 1951 - Fernand Canelle, calciatore francese (n. 1882)
- 1951 - Rudolf Klapka, calciatore cecoslovacco (n. 1889)
- 1951 - Thomas Marden, generale britannico (n. 1866)
- 1953 - Delfo Bellini, calciatore e allenatore di calcio italiano (n. 1900)
- 1953 - Carlo Siviero, pittore italiano (n. 1882)
- 1953 - Maria de las Mercedes di Baviera, nobile spagnola (n. 1911)
- 1954 - Marica Cotopuli, attrice greca (n. 1887)
- 1954 - Louise Hervieu, artista e scrittrice francese (n. 1858)
- 1954 - Rupert Hollaus, pilota motociclistico austriaco (n. 1931)
- 1954 - Licinio Refice, compositore italiano (n. 1883)
- 1954 - Reinhold Schünzel, attore, regista e sceneggiatore tedesco (n. 1888)
- 1955 - Einar Liberg, tiratore a segno norvegese (n. 1873)
- 1956 - Billy Bishop, aviatore canadese (n. 1894)
- 1956 - Norman Levi Bowen, geologo canadese (n. 1887)
- 1956 - Herminio Masantonio, calciatore argentino (n. 1910)
- 1957 - Mary Proctor, scrittrice e docente statunitense (n. 1862)
- 1957 - John Svanberg, mezzofondista e maratoneta svedese (n. 1881)
- 1957 - Harry Watson, hockeista su ghiaccio canadese (n. 1898)
- 1958 - Carl Carls, scacchista tedesco (n. 1880)
- 1958 - Hans Grundig, pittore e grafico tedesco (n. 1901)
- 1958 - Arvid Holmberg, ginnasta svedese (n. 1886)
- 1958 - Robert Lach, insegnante e musicologo austriaco (n. 1874)
- 1958 - Robert William Service, poeta e scrittore britannico (n. 1874)
- 1959 - Ettore D'Amore, militare italiano (n. 1909)
- 1959 - Paul Douglas, attore statunitense (n. 1907)
- 1961 - Paolo Bernard, cantante e attore italiano (n. 1885)
- 1961 - George Irving, attore e regista statunitense (n. 1874)
- 1962 - Nino Berrini, giornalista, scrittore e drammaturgo italiano (n. 1880)
- 1962 - Carlo Bresciani, avvocato, giornalista e politico italiano (n. 1876)
- 1962 - Anna Munro, attivista, politica e insegnante scozzese (n. 1881)
- 1962 - Kenkichi Ueda, generale giapponese (n. 1875)
- 1963 - Richard Oswald, regista, sceneggiatore e produttore cinematografico austriaco (n. 1880)
- 1963 - Johann Plenge, sociologo e economista tedesco (n. 1874)
- 1964 - Pietro Baccanelli, politico italiano (n. 1888)
- 1964 - Ernesto Giacobbi, pittore italiano (n. 1891)
- 1964 - Antonino Giuffrè, editore italiano (n. 1902)
- 1966 - Anna Fougez, cantante e attrice italiana (n. 1895)
- 1966 - Eva Justin, psicologa e antropologa tedesca (n. 1909)
- 1967 - Mario Busca, politico e giurista italiano (n. 1882)
- 1967 - Pietrangelo Cavicchia, politico statunitense (n. 1879)
- 1968 - Pino Pascali, artista italiano (n. 1935)
- 1969 - Ellen Richter, attrice e produttrice cinematografica austriaca (n. 1891)
- 1969 - Salvatore Santeramo, presbitero italiano (n. 1880)
- 1969 - János Vanicsek, allenatore di calcio e calciatore ungherese (n. 1887)
- 1970 - Tolomeo Faccendi, scultore italiano (n. 1905)
- 1970 - André Mangeot, violinista, imprenditore e docente francese (n. 1883)
- 1970 - Ernst May, architetto e urbanista tedesco (n. 1886)
- 1970 - Lucien Morisse, produttore discografico francese (n. 1929)
- 1970 - Chester Morris, attore statunitense (n. 1901)
- 1970 - Pál Pusztai, fumettista, grafico e illustratore ungherese (n. 1919)
- 1970 - Giuseppe Vaccaro, architetto italiano (n. 1896)
- 1971 - Emilio Agradi, calciatore e allenatore di calcio italiano (n. 1895)
- 1971 - Nikita Sergeevič Chruščëv, politico e militare sovietico (n. 1894)
- 1971 - Bella Darvi, attrice polacca (n. 1928)
- 1971 - Percy Helton, attore statunitense (n. 1894)
- 1972 - Jean-Rosière-Eugène Arnaud, missionario e vescovo cattolico francese (n. 1904)
- 1972 - Vincenzo Filippone-Thaulero, filosofo, sociologo e poeta italiano (n. 1930)
- 1972 - Max Fleischer, animatore e produttore cinematografico polacco (n. 1883)
- 1972 - Riccardo Isada, calciatore italiano (n. 1911)
- 1973 - Salvador Allende, politico cileno (n. 1908)
- 1973 - Edward Evan Evans-Pritchard, antropologo britannico (n. 1902)
- 1973 - Rodolphe Hiden, allenatore di calcio e calciatore austriaco (n. 1909)
- 1973 - Herbert Jones, calciatore inglese (n. 1896)
- 1974 - Katherine Stewart MacPhail, chirurga scozzese (n. 1887)
- 1974 - Angelo Miceli, imprenditore e dirigente sportivo italiano (n. 1910)
- 1974 - Pierino Piacco, ciclista su strada italiano (n. 1895)
- 1974 - René Spitz, medico, psicologo e psicoanalista austriaco (n. 1887)
- 1975 - William Joseph Brennan, vescovo cattolico australiano (n. 1904)
- 1975 - Victor Leydet, partigiano francese (n. 1910)
- 1976 - Jan Kunc, compositore, insegnante e scrittore ceco (n. 1883)
- 1976 - Ferrante Rittatore Vonwiller, archeologo italiano (n. 1919)
- 1977 - Severino Tibi, calciatore italiano (n. 1904)
- 1978 - Omar Browning, cestista e allenatore di pallacanestro statunitense (n. 1911)
- 1978 - Manlio Faggella, avvocato, filologo e traduttore italiano (n. 1894)
- 1978 - Valerian Gracias, cardinale e arcivescovo cattolico indiano (n. 1900)
- 1978 - Georgi Markov, scrittore bulgaro (n. 1929)
- 1978 - Kō Nakahira, regista giapponese (n. 1926)
- 1978 - Ronnie Peterson, pilota automobilistico svedese (n. 1944)
- 1979 - Xanti Schawinsky, designer, fotografo e pittore svizzero (n. 1904)
- 1981 - Richard Dorson, antropologo statunitense (n. 1916)
- 1981 - Frank McHugh, attore statunitense (n. 1898)
- 1981 - Cecil McMaster, marciatore sudafricano (n. 1895)
- 1981 - Carlo Scotoni, politico italiano (n. 1918)
- 1981 - Luciano Usai, presbitero e militare italiano (n. 1912)
- 1982 - Vladislao Cap, calciatore e allenatore di calcio argentino (n. 1934)
- 1982 - Wifredo Lam, pittore cubano (n. 1902)
- 1982 - Jovan Miladinović, calciatore jugoslavo (n. 1939)
- 1982 - Pál Pók, pallanuotista ungherese (n. 1929)
- 1982 - Albert Soboul, storico francese (n. 1914)
- 1983 - Domenico Cremonesi, calciatore italiano (n. 1919)
- 1983 - Brian Muir, pilota automobilistico australiano (n. 1931)
- 1983 - Luigi Ronga, musicologo italiano (n. 1901)
- 1984 - Agostino Di Stefano Genova, politico italiano (n. 1904)
- 1984 - Italo Gemini, imprenditore italiano (n. 1901)
- 1985 - William Alwyn, compositore, direttore d'orchestra e docente britannico (n. 1905)
- 1985 - Eleanor Dark, scrittrice australiana (n. 1901)
- 1986 - Valentino Cesarin, imprenditore e dirigente sportivo italiano (n. 1905)
- 1986 - Harry Haslam, allenatore di calcio e calciatore inglese (n. 1921)
- 1986 - Panagiōtīs Kanellopoulos, politico e scrittore greco (n. 1902)
- 1986 - Henry DeWolf Smyth, fisico, dirigente pubblico e diplomatico statunitense (n. 1898)
- 1987 - Lorne Greene, attore, cantante e conduttore radiofonico canadese (n. 1915)
- 1987 - Park Il-kap, calciatore sudcoreano (n. 1926)
- 1987 - Peter Tosh, cantante e musicista giamaicano (n. 1944)
- 1987 - Mahadevi Varma, poetessa, saggista e scrittrice indiana (n. 1907)
- 1988 - Vincas Bartuška, calciatore lituano (n. 1901)
- 1988 - Wilhelm Batz, aviatore tedesco (n. 1916)
- 1988 - Roger Hargreaves, scrittore e illustratore britannico (n. 1935)
- 1988 - Giuseppe Lanza, scrittore, drammaturgo e critico teatrale italiano (n. 1900)
- 1989 - Ciccio Busacca, cantastorie e chitarrista italiano (n. 1925)
- 1989 - Adolf Kleemann, pittore tedesco (n. 1904)
- 1989 - Terenzio Magliano, scrittore e politico italiano (n. 1912)
- 1989 - Giovambattista Perrotta, politico italiano (n. 1922)
- 1990 - Frederick Fyvie Bruce, biblista britannico (n. 1910)
- 1990 - Ferdinando Carbone, giurista, magistrato e funzionario italiano (n. 1900)
- 1990 - Iris von Roten-Meyer, giornalista, scrittrice e avvocato svizzera (n. 1917)
- 1990 - Jorge Sánchez García, calciatore argentino (n. 1930)
- 1991 - Rudolf Kaiser, progettista tedesco (n. 1922)
- 1992 - Frank McKinney, nuotatore statunitense (n. 1938)
- 1992 - Tito Mistrali, allenatore di calcio e calciatore italiano (n. 1902)
- 1993 - Erich Leinsdorf, direttore d'orchestra austriaco (n. 1912)
- 1993 - Bertha Hernández de Ospina, politica, scrittrice e editorialista colombiana (n. 1907)
- 1994 - Emilio Cuccu, politico italiano (n. 1919)
- 1994 - Gunnar Eide, calciatore norvegese (n. 1923)
- 1994 - Dernell Every, schermidore statunitense (n. 1906)
- 1994 - Marianne Hold, attrice tedesca (n. 1933)
- 1994 - Raffaele Sansone, allenatore di calcio e calciatore uruguaiano (n. 1910)
- 1994 - Jessica Tandy, attrice teatrale e attrice cinematografica britannica (n. 1909)
- 1995 - Georges Canguilhem, filosofo francese (n. 1904)
- 1995 - Anita Harding, neurologa irlandese (n. 1952)
- 1995 - Kieth O'dor, pilota automobilistico britannico (n. 1962)
- 1995 - Arnaldo Santoro, autore televisivo italiano (n. 1932)
- 1996 - Guido Aristarco, critico cinematografico e sceneggiatore italiano (n. 1918)
- 1996 - Dante Bertoli, lottatore italiano (n. 1913)
- 1996 - João Francisco Bráz, cestista brasiliano (n. 1920)
- 1996 - Kōichi Oita, calciatore giapponese (n. 1910)
- 1997 - Fernando Ayala, regista cinematografico, produttore cinematografico e sceneggiatore argentino (n. 1920)
- 1997 - Ilja Kirčev, calciatore bulgaro (n. 1932)
- 1997 - Matrika Prasad Koirala, politico nepalese (n. 1912)
- 1997 - Marta Renucci, giornalista francese (n. 1904)
- 1997 - Elio Sasso Sant, canoista italiano (n. 1911)
- 1998 - Dane Clark, attore statunitense (n. 1912)
- 1998 - Carlos Guimard, scacchista argentino (n. 1913)
- 1998 - Paku Alam VIII, sovrano e politico indonesiano (n. 1910)
- 1998 - Malcolm Skey, scrittore, critico letterario e traduttore britannico (n. 1944)
- 1999 - Momčilo Đujić, militare e politico serbo (n. 1907)
- 1999 - Gonzalo Rodríguez, pilota automobilistico uruguaiano (n. 1971)
- 1999 - Cleveland Williams, pugile statunitense (n. 1933)
- 2000 - Ham Heung-chul, allenatore di calcio e calciatore sudcoreano (n. 1930)
- 2000 - Martin James Monti, militare statunitense (n. 1921)

## XXI secolo(165)
- 2001 - Ahmed al-Haznawi, terrorista saudita (n. 1980)
- 2001 - David Angell, produttore televisivo statunitense (n. 1946)
- 2001 - Mohamed Atta, terrorista egiziano (n. 1968)
- 2001 - Garnet Bailey, hockeista su ghiaccio e allenatore di hockey su ghiaccio canadese (n. 1948)
- 2001 - Fayez Banihammad, terrorista emiratino (n. 1977)
- 2001 - Berry Berenson, modella, attrice e fotografa statunitense (n. 1948)
- 2001 - Carolyn Beug, regista statunitense (n. 1953)
- 2001 - Bill Biggart, fotoreporter statunitense (n. 1947)
- 2001 - Mark Bingham, imprenditore e rugbista a 15 statunitense (n. 1970)
- 2001 - Charles Burlingame, aviatore statunitense (n. 1949)
- 2001 - Kevin Cosgrove, imprenditore e dirigente d'azienda statunitense (n. 1955)
- 2001 - Aurelio Genghini, maratoneta italiano (n. 1907)
- 2001 - Ahmed al-Ghamdi, terrorista saudita (n. 1979)
- 2001 - Hamza al-Ghamdi, terrorista saudita (n. 1980)
- 2001 - Hani Hanjour, terrorista saudita (n. 1972)
- 2001 - Nawaf al-Hazmi, terrorista saudita (n. 1976)
- 2001 - Salem al-Hazmi, terrorista saudita (n. 1981)
- 2001 - Henry Herbert, VII conte di Carnarvon, nobile inglese (n. 1924)
- 2001 - Ziyad Jarrah, terrorista libanese (n. 1975)
- 2001 - Charles Edward Jones, astronauta, militare e programmatore statunitense (n. 1952)
- 2001 - Mychal Judge, francescano statunitense (n. 1933)
- 2001 - LeRoy Homer Jr., aviatore statunitense (n. 1965)
- 2001 - Daniel Lewin, matematico, militare e programmatore statunitense (n. 1970)
- 2001 - Khalid al-Mihdhar, terrorista saudita (n. 1975)
- 2001 - Majed Moqed, terrorista saudita (n. 1977)
- 2001 - John Ogonowski, aviatore statunitense (n. 1951)
- 2001 - Barbara Olson, giornalista statunitense (n. 1955)
- 2001 - Abd al-Aziz al-Umari, terrorista saudita (n. 1979)
- 2001 - Betty Ong, statunitense (n. 1956)
- 2001 - Orio Palmer, vigile del fuoco statunitense (n. 1956)
- 2001 - Odoardo Reali, architetto italiano (n. 1938)
- 2001 - Marwan al-Shehhi, terrorista emiratino (n. 1978)
- 2001 - Mohand al-Shihri, terrorista saudita (n. 1979)
- 2001 - Wa'il al-Shihri, terrorista saudita (n. 1973)
- 2001 - Walid al-Shihri, terrorista saudita (n. 1978)
- 2001 - Satam al-Suqami, terrorista saudita (n. 1976)
- 2001 - Sa'id al-Ghamdi, terrorista saudita (n. 1979)
- 2001 - Ahmed al-Nami, terrorista saudita (n. 1977)
- 2002 - Kim Hunter, attrice statunitense (n. 1922)
- 2002 - Howard Levi, matematico statunitense (n. 1916)
- 2002 - Leonardo Marquicias, cestista filippino (n. 1931)
- 2002 - Howard T. Odum, ecologo statunitense (n. 1924)
- 2002 - Johnny Unitas, giocatore di football americano statunitense (n. 1933)
- 2002 - Martín Urra, cestista filippino (n. 1931)
- 2003 - Arturo Chiodi, giornalista, saggista e scrittore italiano (n. 1920)
- 2003 - Nicholas DiOrio, calciatore statunitense (n. 1921)
- 2003 - Anna Lindh, politica svedese (n. 1957)
- 2003 - John Ritter, attore statunitense (n. 1948)
- 2003 - Ignace de la Potterie, gesuita e teologo belga (n. 1914)
- 2004 - Fred Ebb, paroliere e sceneggiatore statunitense (n. 1928)
- 2004 - Pietro VII di Alessandria, arcivescovo ortodosso greco (n. 1949)
- 2005 - Elizabeth Bartlet, musicologa canadese (n. 1948)
- 2005 - Al Casey, chitarrista statunitense (n. 1915)
- 2005 - Abdallah Ibrahim, politico marocchino (n. 1918)
- 2006 - William Auld, poeta, traduttore e esperantista britannico (n. 1924)
- 2006 - Pat Corley, attore statunitense (n. 1930)
- 2006 - Solange Fernex, politica e attivista francese (n. 1934)
- 2006 - Joachim Fest, storico, giornalista e saggista tedesco (n. 1926)
- 2006 - Antonio Forte, vescovo cattolico italiano (n. 1928)
- 2006 - Joseph Hayes, drammaturgo e sceneggiatore statunitense (n. 1918)
- 2006 - Lidia Storoni Mazzolani, scrittrice, giornalista e storica italiana (n. 1911)
- 2006 - Lennart Nelson, sollevatore svedese (n. 1918)
- 2006 - Gustavo Pignero, agente segreto e generale italiano (n. 1947)
- 2007 - Ian Porterfield, calciatore e allenatore di calcio britannico (n. 1946)
- 2007 - Joe Zawinul, tastierista e pianista austriaco (n. 1932)
- 2008 - Silvano Armaroli, politico italiano (n. 1924)
- 2008 - Salvatore Contino, pittore italiano (n. 1922)
- 2008 - Klaus Johann Jacobs, imprenditore svizzero (n. 1936)
- 2008 - Roberto Lavagnini, politico italiano (n. 1934)
- 2008 - Yan Thomas, giurista e storico francese (n. 1943)
- 2009 - Juan Almeida Bosque, politico, compositore e rivoluzionario cubano (n. 1927)
- 2009 - Gertrude Baines, supercentenaria statunitense (n. 1894)
- 2009 - Jim Carroll, poeta, romanziere e musicista statunitense (n. 1949)
- 2009 - Pierre Cossette, produttore televisivo e produttore teatrale canadese (n. 1923)
- 2009 - Carlo De Bernardi, allenatore di calcio e calciatore italiano (n. 1952)
- 2009 - Larry Gelbart, sceneggiatore, librettista e regista statunitense (n. 1928)
- 2009 - Claudio Meldolesi, drammaturgo e critico teatrale italiano (n. 1942)
- 2009 - Zakes Mokae, attore sudafricano (n. 1934)
- 2009 - Ramiro Musotto, compositore e musicista argentino (n. 1963)
- 2009 - Yoshito Usui, fumettista giapponese (n. 1958)
- 2010 - Thomas Henry Bingham, giudice britannico (n. 1933)
- 2010 - Bärbel Bohley, attivista e pittrice tedesca (n. 1945)
- 2010 - Harold Gould, attore statunitense (n. 1923)
- 2010 - Ron Kramer, giocatore di football americano statunitense (n. 1935)
- 2010 - Kevin McCarthy, attore statunitense (n. 1914)
- 2010 - Taavi Peetre, pesista e discobolo estone (n. 1983)
- 2010 - Michele Perriera, scrittore e regista italiano (n. 1937)
- 2010 - Diego Rodríguez Cano, calciatore uruguaiano (n. 1988)
- 2010 - Mike Shaw, wrestler statunitense (n. 1957)
- 2011 - Michel-Paul Giroud, illustratore francese (n. 1933)
- 2011 - Gino Latilla, cantante italiano (n. 1924)
- 2011 - Andy Whitfield, attore e modello britannico (n. 1971)
- 2012 - Rolf Bjørn Backe, calciatore norvegese (n. 1934)
- 2012 - Tibor Csernai, calciatore ungherese (n. 1938)
- 2012 - Sergio Livingstone, calciatore cileno (n. 1920)
- 2012 - Christopher Stevens, ambasciatore statunitense (n. 1960)
- 2012 - László Tóth, operaio ungherese (n. 1938)
- 2013 - Jimmy Fontana, cantante, compositore e attore italiano (n. 1934)
- 2013 - Albert Jones, astronomo neozelandese (n. 1920)
- 2013 - Pierre Léon, linguista e scrittore francese (n. 1926)
- 2013 - Mario Motta, scrittore italiano (n. 1923)
- 2013 - Ottavio Tazzi, allenatore di pugilato italiano (n. 1928)
- 2014 - Bob Crewe, cantautore e produttore discografico statunitense (n. 1931)
- 2014 - Antoine Duhamel, compositore francese (n. 1925)
- 2014 - Mirko Ellis, attore italiano (n. 1923)
- 2014 - Joachim Fuchsberger, attore tedesco (n. 1927)
- 2014 - Rudolf Kortokraks, pittore tedesco (n. 1928)
- 2014 - Gianni Mantesi, attore e doppiatore italiano (n. 1924)
- 2015 - Roy Marble, cestista statunitense (n. 1966)
- 2016 - Alexis Arquette, attrice statunitense (n. 1969)
- 2016 - Nel'son Davidjan, lottatore sovietico (n. 1950)
- 2016 - Ben Idrissa Derme, calciatore burkinabé (n. 1982)
- 2017 - Abdul Halim di Kedah, sovrano malese (n. 1927)
- 2017 - Dan Currie, giocatore di football americano statunitense (n. 1935)
- 2017 - J. P. Donleavy, scrittore statunitense (n. 1926)
- 2017 - Peter Hall, attore e regista inglese (n. 1930)
- 2017 - Virgil Howe, disc jockey, musicista e produttore discografico britannico (n. 1975)
- 2017 - José Luis Martínez Gómez, cestista spagnolo (n. 1935)
- 2017 - Alberto Pagani, pilota motociclistico italiano (n. 1938)
- 2017 - António Francisco dos Santos, vescovo cattolico portoghese (n. 1948)
- 2018 - Daniele Foraboschi, storico e papirologo italiano (n. 1941)
- 2018 - Ahmadu Jah, musicista, compositore e direttore d'orchestra svedese (n. 1936)
- 2018 - Don Newman, cestista e allenatore di pallacanestro statunitense (n. 1957)
- 2018 - Don Panoz, imprenditore statunitense (n. 1935)
- 2019 - Gianfranco Gorgoni, fotografo italiano (n. 1941)
- 2019 - Jerry Greenspan, cestista statunitense (n. 1941)
- 2019 - B. J. Habibie, politico indonesiano (n. 1936)
- 2020 - Sonny Allen, cestista e allenatore di pallacanestro statunitense (n. 1936)
- 2020 - Roger Carel, attore e doppiatore francese (n. 1927)
- 2020 - Anthony Cekada, presbitero, teologo e scrittore statunitense (n. 1951)
- 2020 - Toots Hibbert, cantautore e chitarrista giamaicano (n. 1942)
- 2020 - Christian Manen, compositore e direttore d'orchestra francese (n. 1937)
- 2020 - Juan Vicente Morales, calciatore uruguaiano (n. 1956)
- 2020 - Angelo Pereni, allenatore di calcio e calciatore italiano (n. 1943)
- 2020 - Christian Poncelet, politico francese (n. 1928)
- 2020 - Nadhum Shaker, calciatore iracheno (n. 1958)
- 2020 - Marilee Shapiro Asher, scrittrice statunitense (n. 1912)
- 2020 - Stanislav Vykydal, cestista cecoslovacco (n. 1933)
- 2020 - Hans Zoller, bobbista svizzero (n. 1922)
- 2021 - Carlo Alighiero, attore, doppiatore e regista teatrale italiano (n. 1927)
- 2021 - Giulia Daneo Lorimer, musicista, violinista e cantante italiana (n. 1932)
- 2021 - Abimael Guzmán, terrorista peruviano (n. 1934)
- 2021 - Phùng Quang Thanh, generale e politico vietnamita (n. 1949)
- 2021 - Mick Tingelhoff, giocatore di football americano statunitense (n. 1940)
- 2022 - Javier Marías, scrittore, traduttore e giornalista spagnolo (n. 1951)
- 2022 - John William O'Malley, presbitero e storico statunitense (n. 1927)
- 2022 - Alain Tanner, regista svizzero (n. 1929)
- 2022 - Elias Theodorou, artista marziale misto e personaggio televisivo canadese (n. 1988)
- 2022 - Anthony Varvaro, giocatore di baseball statunitense (n. 1984)
- 2023 - Nikky Blond, attrice pornografica ungherese (n. 1981)
- 2023 - Giuseppe Centore, presbitero e scrittore italiano (n. 1932)
- 2023 - Giovanni Gambardella, imprenditore e dirigente d'azienda italiano (n. 1935)
- 2023 - Guri Holm, sciatrice alpina norvegese (n. 1937)
- 2023 - Endel Tulving, psicologo e neuroscienziato estone (n. 1927)
- 2023 - Maria Luisa Vincenzoni, giornalista italiana (n. 1956)
- 2023 - John F. Wippel, presbitero statunitense (n. 1933)
- 2024 - Alberto Fujimori, politico peruviano (n. 1938)
- 2024 - Ehab Galal, allenatore di calcio e calciatore egiziano (n. 1967)
- 2024 - Luca Giurato, giornalista e conduttore televisivo italiano (n. 1939)
- 2024 - Steven Gregg, nuotatore statunitense (n. 1955)
- 2024 - Ibsen Martínez, drammaturgo, giornalista e scrittore venezuelano (n. 1951)
- 2024 - Chad McQueen, produttore televisivo, pilota di rally e imprenditore statunitense (n. 1960)
- 2024 - Sebastiano Sandro Ravagnani, autore televisivo italiano (n. 1956)
- 2024 - Joe Schmidt, giocatore di football americano e allenatore di football americano statunitense (n. 1932)
- 2024 - Malick Touré, calciatore maliano (n. 1995)

## Senza anno specificato(2)
- Attanasio di Balad, vescovo cristiano orientale, filosofo e scrittore siro (n. 634)
- Nicolas Léonard Tourte, archettaio francese (n. 1746)